# الأمازيغ والإسلام
الأمازيغ  هم مجموعة عرقية تستوطن في منطقة شمال أفريقيا ما بين واحة سيوة في مصر شرقا الى المحيط الأطلسي غربا، ومن البحر المتوسط شمالا إلى نهر النيجر في غرب إفريقيا جنوبا. وبعد الفتح الإسلامي للمغرب الاسلامي أصبحت معظم القبائل الأمازيغية تدين بالأسلام. في الوقت الحاضر، يتحدث حوالي سدس سكان بلاد المغرب إحدى اللغات الأمازيغية (أغلبهم في الجزائر والمغرب ومصر و ليبيا وتونس موريتانيا )، يتحدتون الأمازيغية . 

## خلفية
أدانت قبائل منطقة شمال إفريقيا بالعديد من الأديان بما في ذلك أشكال مختلفة من الطقوس الوثنية و كذلك اليهودية والمسيحية. واجهت جيوش الفتح الاسلامي في البداية معارضة شرسة من قبل سكان مختلف المدن والقبائل الأمازيغية. كان أضعفهم في الأجزاء الجنوبية من أراضي أفريقية، فهي أول المناطق التي سقطت في أيدي القوات الإسلامية تحت قيادة الخليفة في محاولة محلية للتوسع باتجاه الغرب. في عام 670 ، أسس جيش الفتح الاسلامي بقيادة عقبة بن نافع معسكره في شبه جزيرة تونس وأسس مدينة القيروان، على بعد حوالي 160 كيلومترًا جنوب تونس الحالية. استخدم المسلمون المدينة كقاعدة لمزيد من العمليات ضد القبائل الأمازيغية في الغرب وعلى طول مرتفعات جبال الأطلس. أدت الهجمات المتتالية والمتكررة على قرى والحقول الزراعية من قبل عقبة إلى إجبار هذه القبائل على العمل في نهاية المطاف على وضع طريقة مؤقتة لوقف هذه الاعتداءات. قاد كسيلة زعيم قبيلة أوربة ببلاد المغرب الأقصى، والذي اعتنق الإسلام حديثا، ثورة شاملة ضد جيوش الأمويين فتمكن من هزيمة عقبة بن نافع و الاستيلاء على مدينة القيروان. ثم خلفته الملكة الأمازيغية ديهيا (أو الكاهنة) وقادت المقاومة المحلية ضد جيوش الأمويين. فلمدة خمس سنوات حكمت امارتها الممتدى من جبال الأوراس إلى واحة غدامس (695-700 م) لكنها قتلت أخيرًا في معركة بالقرب من بئر لا يزال يحمل اسمها، بئر الكاهنة في الأوراس. 
في سنة 750 م، ركز الخلفاء في دمشق على إنشاء تحالف من القوات الإسلامية من المدينة المنورة ودمشق وبغداد ومصر في محاولة ثانية بعد الهزائم المتتالية في اليونان . استأنفت هذه القوات الإسلامية غزوها لحوض البحر الأبيض المتوسط، فأسفرت محاولة ثانية أكثر دبلوماسية عن تحالف ناجح مع القبائل الأمازيغية المتمركزة في الصحراء والسواحل المتوسطية ببلاد المغرب. وأصبحت القبائل المسلمة الجديدة في شمال غرب إفريقيا بدورها تابعة للدولة الاموية. تم قبول هذا النهج الديبلوماسي الجديد لخلفاء دمشق أيضا من قبل القبائل الأمازيغية في المرتفعات بالريف و الأطلس وتم تجنيدهم بنجاح لمشروع عسكري مشترك. فقاد الزعيم المغربي طارق بن زياد هذه القبائل الأمازيغية تحت العلم الأخضر للإسلام وشرع في فتح أوروبا، واستولى على معظم شبه الجزيرة الأيبيرية.
لم يكن خلفاء الدولة الأموية التي سيطرت على معظم الخلافة الإسلامية يعاملون الشعوب الأعجمية بطريقة جيدة. فقد عامل ولاتهم الأمازيغ معاملة سيئة، واعتبروهم كمواطنين من الدرجة الثانية من خلال فرض ضرائب كبيرة عليهم، واستعباد القبائل البدوية الضعيفة. ونتيجة لذلك، اتخذت المعارضة الواسعة شكل تمرد مفتوح في 739م تحت راية الخوارج. كان هؤلاء الخوارج يقاتلون الحكم الأموي في الشرق، وقد انجذب العديد من الأمازيغ إلى مبادئ المساواة بهذه الطائفة. القضية نفسها التي حاربها الأمازيغ ضد طغاة الرومان، حيث كانت السيطرة على العقيدة حقًا موروثًا لمن يسيطرون على الدولة. ولدت الطائفة الجديدة المعروفة باسم الخوارج على أساس أن أي مسلم مناسب يمكن انتخابه خليفة بغض النظر عن العرق أو المركز أو النسب.
بعد الثورة، أسس الخوارج عددًا من الممالك الأمازيغية القبلية في مرتفعات وسهول شمال إفريقيا. أثبتت هذه الممالك والقبائل المستقلة، مثل سجلماسة وتلمسان، والتي امتدت عبر طرق التجارة الرئيسية، على أنها أكثر قابلية للحياة والازدهار. في عام 750، نقل العباسيون الذين خلفوا الأمويين كحكام للخلافة الاسلامية، عاصمة الخلافة إلى بغداد وأعادوا تأسيس السلطة الإسلامية في إفريقية، وعينوا إبراهيم بن الأغلب حاكماً للقيروان. على الرغم من أنه خدم اسميًا حسب رغبة الخليفة، إلا أن الأغلب وخلفائه الأغالبة، حكموا بشكل مستقل حتى عام 909، وترأسوا محكمة أصبحت مركزًا للتعلم والثقافة.
وإلى الغرب من أراضي الأغالبة، حكم عبد الرحمن بن رستم معظم المغرب الأوسط الغربي من عاصمته تاهرت، جنوب غرب الجزائر العاصمة. تم انتخاب حكام الإمارة الرستمية التي استمرت من 761 م إلى 909 م، من قبل المواطنين. أتخد الرستميون الأباضية مذهبا لهم، مما فتح الطريق أمام زوال هذه الامارة تحت هجوم الفاطميين .

## البربر في الأندلس
كان جل افراد جيش الملسمين الذين دخلوا أيبيريا عام 711 م من الأمازيغ، وكان يقودهم طارق بن زياد، وإن كان تحت سيطرة الخليفة في دمشق عبد الملك ونائبه في شمال إفريقيا موسى بن نصير. دخل جيش مختلط آخر من العرب والبربر عام 712 م للأندلس تحت قيادة ابن نصير نفسه. ومن المفترض أنهم ساعدوا الخليفة الأموي عبد الرحمن الأول في الأندلس، لأن والدته كانت من قبيلة نفزاوة الأمازيغية. 
خلال الفتح الاسلامي للأندلس، شكل الأمازيغ وحداتهم العسكرية الخاصة على أساس الولاءات القبلية، مع القليل من الاتصال مع العرب. وقع عثمان بن نعيسة، القائد الأمازيغي المتمركز في شرطانية (شرق جبال البرانس)، تحالفاً مع أودو العظيم، الدوق على غاسكونية وأقطانيا، وفصل نفسه عن حكم قرطبة، وأسس امارة مستقلة. ولكن تم قمعه في عام 731 من قبل عبد الرحمن الغافقي .